# Numidotheriidae
Numidotheriidae (лат.) — семейство вымерших примитивных хоботных, живших в эоцене Африки (Алжир, Ливия, Мали, Марокко, Западная Сахара).
Numidotheriidae были очень мелкими для хоботных. Самый мелкий представитель семейства, Daouitherium rebouli, по оценкам, весил от 80 до 170 кг, что делает его одним из самых крупных ранних млекопитающих, известных из Африки. По другим оценкам его вес достигал 200 кг, а крупнейшие (представители рода Numidotherium) были около 90—100 см в холке и весили примерно 250—300 кг. Скорее всего, это были полуводные звери, похожие на тапиров или маленьких бегемотов.

## Классификация
По данным сайта Paleobiology Database, на сентябрь 2023 года в семейство включают 2 вымерших рода:
- Род Daouitherium Gheerbrant & Sudre, 2002
  - Daouitherium rebouli Gheerbrant & Sudre, 2002
- Род Numidotherium Jaeger, 1986
  - Numidotherium koholense Mahboubi et al., 1986
  - Numidotherium savagei Court, 1995